# Scott Stearney

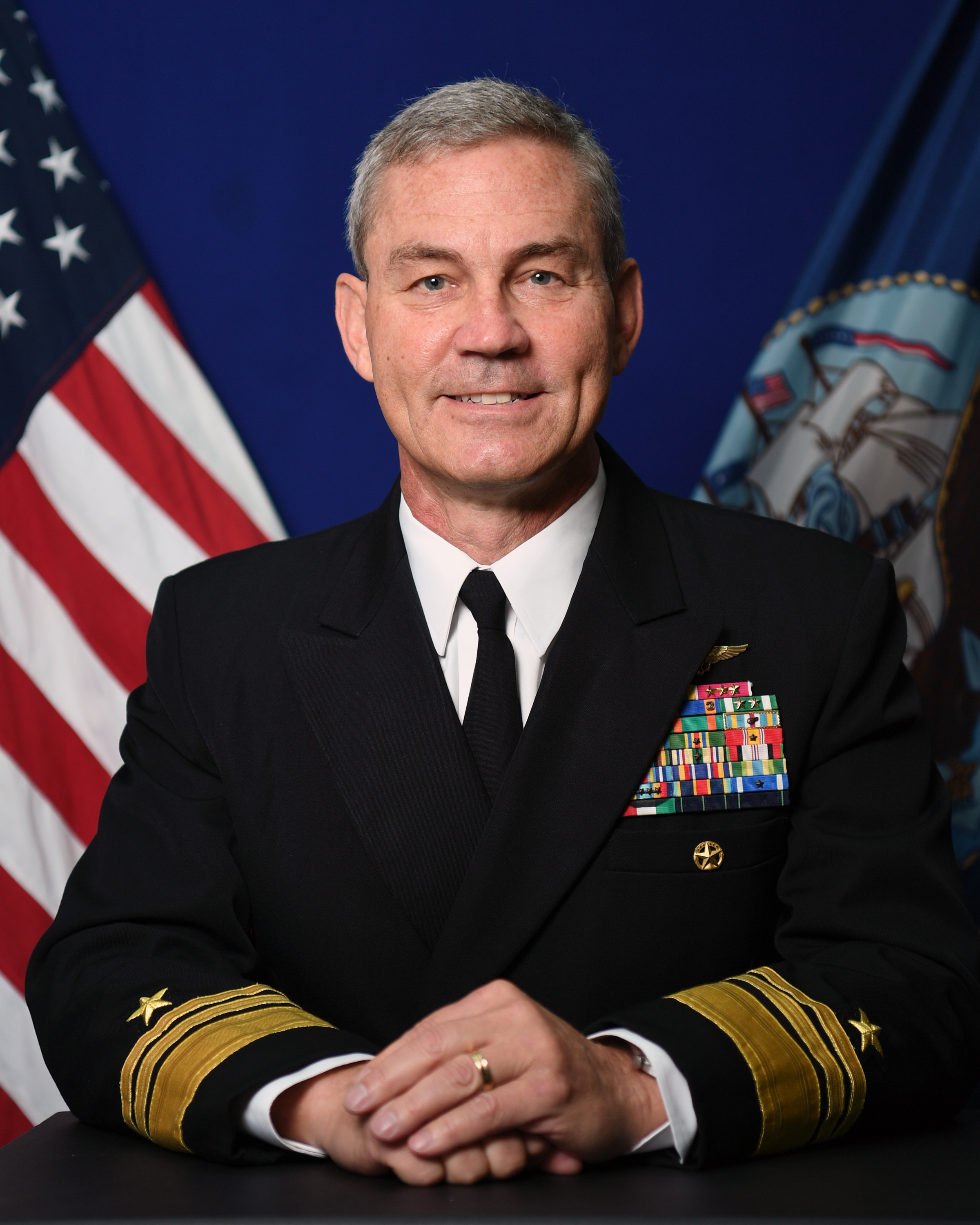
Scott Stearney (Mai 2018)

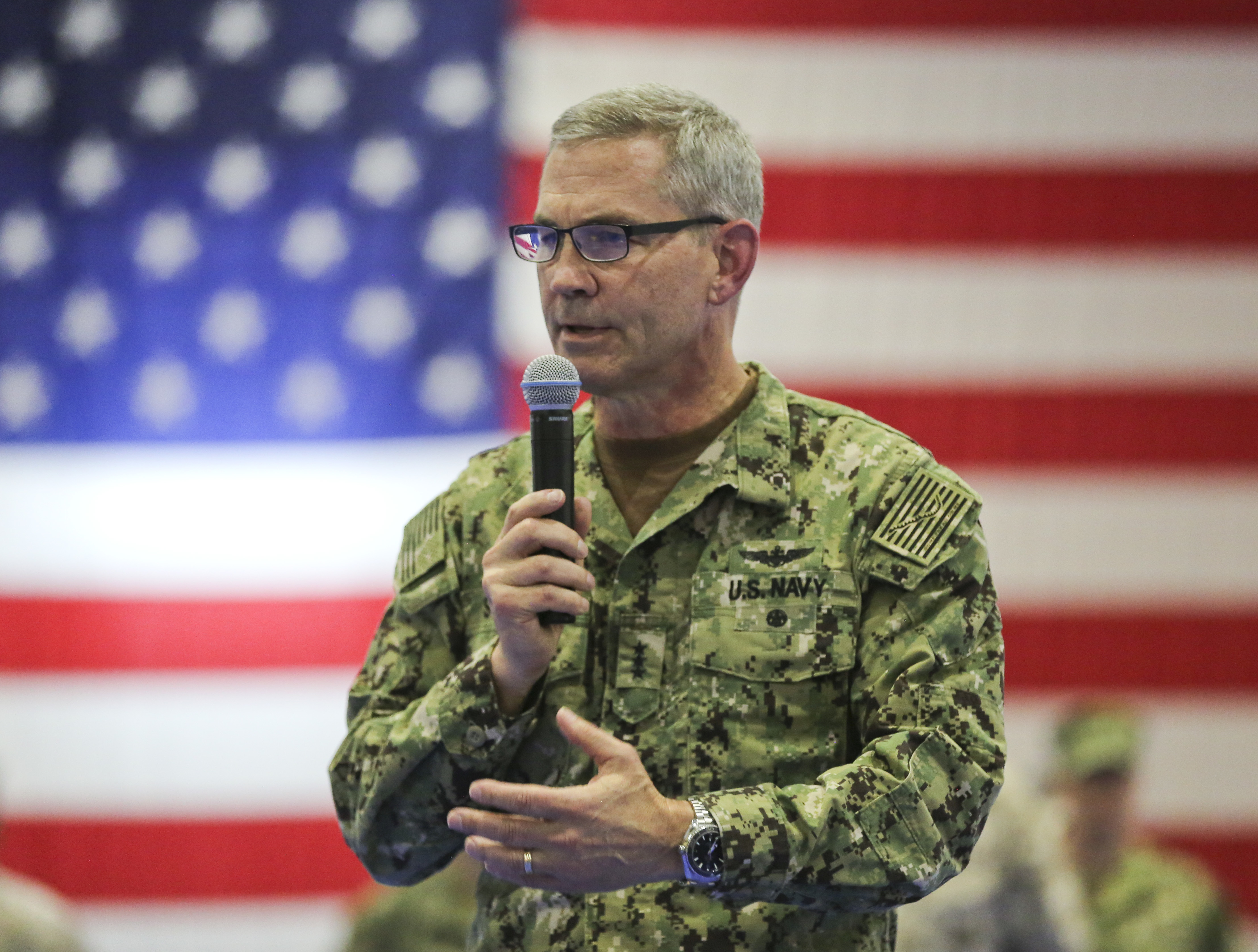
Scott A. Stearney (Juli 2018)

Scott Andrew Stearney (* 21. Oktober 1960 in Chicago, Illinois; † 1. Dezember 2018 in Bahrain) war ein US-amerikanischer Marineflieger und Vizeadmiral der United States Navy, der als Kommandeur der United States Fifth Fleet mit Sitz in Bahrain diente.

## Ausbildung
Stearney stammte aus Chicago, Illinois. Er schloss sein Studium der Wirtschaftswissenschaften an der University of Notre Dame mit einem Bachelor of Arts ab, bevor er im Oktober 1982 in der Navy anfing. Anschließend begann er mit der Flugausbildung und wurde im April 1984 zum Marineflieger ernannt. Stearney absolvierte die United States Navy Fighter Weapons School und besaß einen Master of Science in National Resource Strategy von der National Defense University.

## Militärische Laufbahn
Stearney flog die McDonnell Douglas F/A-18 Hornet in verschiedenen Staffeln und kommandierte auch eine Staffel von F/A-18 Hornets. Er kommandierte zeitweise die Carrier Air Wing Seven, ein Flugzeugträgergeschwader, auf dem Flugzeugträger Dwight D. Eisenhower. Er absolvierte 4.500 unfallfreie Flugstunden und über 1.000 Flugzeugträger-Landungen.
Er diente von Mai 2018 bis zu seinem Tod am 1. Dezember 2018 als Kommandeur des United States Naval Forces Central Command, United States Fifth Fleet, Combined Maritime Forces. Er starb durch Selbstmord. Er wurde am 20. Dezember 2018 auf dem Nationalfriedhof Arlington beigesetzt.

## Auszeichnungen
Auswahl der Dekorationen, sortiert in Anlehnung der Order of Precedence of Military Awards:
- Defense Superior Service Medal × 2
- Legion of Merit × 4
- Air Medal